# ويليام ألفرد فرنسيس
ويليام ألفرد فرنسيس (بالإنجليزية: William Alfred Holman)‏ هو مهندس معماري نيوزيلندي، ولد في 18 سبتمبر 1864، وتوفي في 1949.